# Patrick Joseph McGovern
Patrick Joseph McGovern, Jr (Queens, Nueva York, 11 de agosto de 1937 - Palo Alto, 19 de marzo de 2014) fue un empresario estadounidense, presidente y fundador de International Data Group (IDG), una empresa que incluye filiales en editorial de tecnología, investigación, gestión de eventos y capital de riesgo. Es un administrador del MIT.
Estuvo inscrito en la lista Forbes 400 de los estadounidense más ricos de 2007 por tener un patrimonio neto de 4,7 mil millones de dólares. En 2010, su patrimonio neto era de 3,1 mil millones, una disminución de un 35% desde 2007.
La revista Forbes decía de él que ganó una beca por el diseño de una programa informático invencible de tres en raya (hoy en día una tarea de programación trivial, pero no era fácil en la década de 1950). en el MIT, trabajó en el equipo del diario estudiantil The MIT Tech, durante su segundo año. Tenía una memoria extraordinaria y aparentemente lo demostró en su tiempo de estudiante universitario, según personas que le conocieron en el MIT. McGovern recibió un título en el curso 7 (o biología/ciencias de la vida) del MIT en 1959.
Durante un tiempo, fue editor de Computers & Automation, la primera revista sobre ordenadores del mundo, fundada, publicada y editada por Edmund C. Berkeley. Creó el International Data Corporation (IDC) con un amigo en 1964, que produjo una base de datos de industria informática y publicó un boletín, EDP Industry & Market Report. También creó el semanario Computerworld en 1967.
Se casó en primeras nupcias con el que tuvo cuatro hijos. Con su segunda esposa, Lore Harp, donó 350 millones de dólares en MIT, para fundar el McGovern Institute for Brain Research («Instituto McGovern para la Investigación Cerebral»).